# 에릭 레이먼드
에릭 레이먼드(Eric Steven Raymond, 1957년 12월 4일~)는 소프트웨어 개발자이자 해커이며 자신을 인터넷과 해커 문화의 "참여 관찰 인류학자 (observer-participant anthropologist)"라고 부르고 있다.
그는 오픈 소스의 형태로 개발되고 발전된 패치 메일의 개발 경험을 바탕으로 오픈 소스 철학을 대변하는 문서인성당과 시장을 저술하였는데, 여기서 그는 오픈 소스 개발 과정이 어떤 식으로 운영되고 반복되는지 설명하고 있다. 이 외에도 그는 해커들이 쓰는 용어를 설명한 자곤 파일("신 해커사전")을 편집했으며, 넷스케이프의 소스 코드 공개, 모질라의 설립에도 큰 영향을 끼쳤다. 또한 그는 현재 태권도 검은 띠의 소유자이다.

## 저서
- 《성당과 시장》
- 《The New Hacker's Dictionary》
- 《The Art of Unix Programming》

## 같이 보기
- 해커 윤리

## 참고
1. ↑  “Press and Presentation Resources”. 2019년 5월 30일에 확인함.
2. ↑  “The Spreading Grass-Roots Threat to Microsoft” (영어). 《Washington Post》. 2009년 3월 25일에 확인함. ....He is also a black belt in Tae Kwon Do. "I needed to become the kind of person for which the horrible memories of my childhood would not have crippling power," says Raymond.